# Стригослы
Стригослы — деревня в Беловском районе Курской области. Входит в Бобравский сельсовет.

## География
Деревня находится на реке Псёл, в 72 км к юго-западу Курска, в 11,5 км к северо-востоку от районного центра — Белая, в 5 км от центра сельсовета — села Бобрава.
Климат
Стригослы, как и весь район, расположены в поясе умеренно континентального климата с тёплым летом и относительно тёплой зимой (Dfb в классификации Кёппена).

## Население
| 1862 | 2002 | 2010 |
| ---- | ---- | ---- |
| 229  | ↘134 | ↘62  |

## Инфраструктура
Личное подсобное хозяйство. В деревне 83 дома.

## Транспорт
Стригослы находится в 4 км от автодороги регионального значения 38К-028 (Обоянь — Суджа), в 3 км от автодороги межмуниципального значения 38Н-019 (Бобрава — Гочево — 38К-028), на автодороге 38Н-020 (38Н-019 — Стригослы), в 17 км от ближайшего ж/д остановочного пункта 94 км (линия Льгов I — Подкосылев).